# ヒデヨシ (お笑い)
ヒデヨシは、かつてホリプロコムで活動していたお笑いコンビ。2004年2月結成。2017年12月解散。

## メンバー
- ゆうき（1978年3月24日（46歳） - ）
  - 身長163cm、体重74kg、血液型はA型、千葉県出身。ボケ担当。
  - 東京NSC1期生。
  - DJ白石として名乗る時もある。
- 岡本 知己（おかもと ともき、1981年2月15日（44歳） - ）
  - 身長173cm、体重63kg、血液型はO型、北海道出身。ツッコミ担当。
  - 過去に「おしゃべりハンマー」、「1/10ハンマー」というコンビを組んでいた。
  - 体毛が芸能界一多いとも言われている[1]。脚の毛だけで奇人変人企画のオーディションに合格したこともあるが、この時は脚の毛と陰毛がつながっているということから「テレビ的に無理」として収録が無しになったということがあった[2]。
  - 2014年7月22日に一般女性と結婚。
  - 2019年より吉本興業所属[3]。

## 概要
2004年2月結成。それぞれ前に組んでいたコンビが同じ時期に解散したことから、「じゃあ組むか」みたいな感じで結成した。コンビ名はゆうきが提示して並べた内から、岡本が「短くて一番いい」として選んだ。他の候補名はみんな長めで「太陽は本当に東から昇るのだろうか」というコンビ名候補もあった。
2017年12月31日で解散。二人とも芸能活動を続ける。

## 芸風
主にコント。絵画、看板、標識、地図などを使うネタでは、これらから連想される哀しいこと、嘆きごとから、ゆうきがすぐ泣きの演技に入る、というパターンとなっている。また、職人の師弟関係を演じるコントがあり、これまでに「笑い袋職人」「パチンコ玉職人」などのネタを行っている。
父と子の日常を描いたコントも多数行っている。ゆうきが困ったような顔をしたり、泣きそうになったりするパターンが多い。　
自分たちのネタについて、岡本は、ゆうきの変なキャラがヒデヨシの魅力と話しているが、ゆうきは「キャラコントではなく、色々なシチュエーションが混じり合ったもので、独創性が強い」といったことを話している。

## エピソード
- かつてCBCテレビで『ヒデヨシ』というバラエティ番組が放送されていたが、全く関連はなく出演もしていない。しかし同局の『イエヤス』には出演経験がある。

## 出演

### テレビ
- イエヤス（CBCテレビ）
- 爆笑オンエアバトル（NHK総合）戦績1勝8敗 最高453KB
  - ゆうきは「自転車こぐよ」時代に出場するも（戦績0勝1敗 最高197KB）オンエア出来ず「ヒデヨシ」時代の初オンエアと合わせると8年越しのオンエアとなっており個人での通算で9回[6]のオフエアを経験している。
  - 2009年10月24日放送回の敗者コメントでコンビ名が「ヒデヨン」と誤表示されるミスがあった。
- オンバト+（NHK総合）戦績5勝4敗 最高477KB
- お台場お笑い道（フジテレビONE、2005年6月26日）
- お笑いDynamite!（TBSテレビ、2007年12月28日） - キャッチコピーは「すぐ泣く！なぜ泣く！？」
- 笑っていいとも!（フジテレビ） - 『金のたまごクラブ』に出演
- 爆笑レッドカーペット（フジテレビ） - キャッチコピーは「お笑い太閤記」
- 新春ゴールデンピンクカーペット（フジテレビ、2008年1月1日） - キャッチコピーは「お笑い太閤記」
- 爆笑ピンクカーペット（フジテレビ） - キャッチコピーは「お笑い太閤記」
- エンタの神様（日本テレビ） - 2008年5月31日初出演、キャッチコピーは「平成の戦国ブ笑」。初登場としては異例のCMまたぎがあった。
- キャラ☆キング（テレビ朝日） - 『ザ・ハーツ』（ゆうきのみ）、『ひらめきくん』（岡本のみ）、『島盗作』（二人で）の各コントで出演。
- J:COM Walker マル得TV（ジェイコムさいたま）
- おもいッきりDON!（日本テレビ、2009年5月27日） - 「邦子の売り出しサンDONと釣れ!」コーナー
- ぐるぐるナインティナイン（日本テレビ） - 「おもしろ荘」のコーナー
- お願い!ランキング（テレビ朝日）
- お笑いさぁ〜ん（日本テレビ、2010年6月28日） - 「おつなぎさぁ〜ん」
- 新春 鶴瓶大新年会（フジテレビ）- 2011年1月1日、岡本のみ
- カラダのキモチ〜耳より情報満載だピョン!1億3000万人の健康常識クイズスペシャル（CBCテレビ）- 2011年1月2日
- 世界7大ミステリー人体の奇跡スペシャル3（テレビ東京）- 2011年4月5日
- 天才!志村どうぶつ園 特別編 涙と奇跡のどうぶつ物語4（日本テレビ）- 2011年10月15日、ゆうきのみ
- 東京都さまぁ〜ZOO（テレビ東京）- 2012年1月11日、1月26日
- 『ぷっ』すま（テレビ朝日）- 2012年1月28日、2月4日
- ワラッタメ天国（フジテレビ）- 2012年12月9日
- ZIP!（日本テレビ）- 「笑いの単語チョウ」
- ボビー's スタジアム（テレビ埼玉）
- おはスタ（テレビ東京、2013年10月3日）
- NEERのガチ男宣言（千葉テレビ、2016年5月7日）

### ラジオ
- はみだし しゃべくりラジオ キックス（山梨放送ラジオ）- 2013年4月17日